# South Vienna
South Vienna är en ort (village) i Clark County i Ohio. Vid 2020 års folkräkning hade South Vienna 402 invånare.